# Madžong
Madžong (v anglickém přepisu mahjong nebo mah-jongg) je čínská hra s obdélníkovými kameny připisována Konfuciovi zahrnující během staletí mnoho verzí pravidel a s moderní mutací pro jednoho hráče. Vyvinula se z karetní hry podobné rummy. Mah-jong znamená „vrabci“, ptáci mystické inteligence. Hru hrají obvykle čtyři hráči, ale některé mutace mají jeden až šest hráčů.

## Hrací kameny
Ve hře je 136 kamenů (někdy 144), které se vyrábějí z bambusu, dřeva, kosti či plastu. 108 z nich patří ke třem skupinám – kolečka, bambusy a znaky. Ty jsou někdy očíslované od 1 do 9 a od každého čísla jsou čtyři kameny, tedy 3*9*4=108 kamenů. 

### Kolečka (筒子 tǒngzi)
Na povrchu každého kamene jsou znázorněny kruhy v rozsahu jedna až devět. Kruhový tvar reprezentuje 筒 (tóng), měděnou minci, která má uprostřed čtvercový otvor.

### Bambusy (索子 suǒzi)
Na povrchu každého kamene jsou znázorněny bambusové výhonky v rozsahu dva až devět. Výjimku tvoří kámen znázorňující číslo jedna, na kterém se místo výhonku nachází vrabec. Bambusové výhonky představují řetízky z bambusu, na které se navlékaly měděné mince.

### Znaky (萬子 wànzi)
Modré číslovky představují čísla od 1 do 9, (一 = 1, 二 = 2, 三 = 3, 四 = 4, 五 = 5, 六 = 6, 七 = 7, 八 = 8, 九 = 9), červená číslovka 萬 wàn pod nimi znamená 10 000.
Kromě tří základních očíslovaných skupin se dále používají neočíslované speciální kameny. 4 větry a 3 draci, z toho každý kámen má 4 kopie, tedy 4*4+3*4=28 kamenů. 

### Větry (východní 東 dōng, jižní 南 nán, západní 西 xī, severní 北 běi)
Větry reprezentují čtyři světové strany.

### Draci (červený 中 zhōng, zelený 發 fā, bílý 白 bái)
Draci jsou spojování s konfuciánským učením a představují tři z pěti základních konfuciánských ctností. Červený drak (紅中 höng zhōng), představuje konfuciánskou ctnost shovívavosti. Zelený drak (青發 qīng fā), představuje konfuciánskou ctnost upřímnosti. Bílý drak (白板 bái bǎn), představuje konfuciánskou ctnost synovské zbožnosti.
V některých verzích mah-jongu se používá i 8 bonusových kamenů. 

## Historie
Historici původně připisovali vznik hry největšímu čínskému mysliteli Konfuciovi. Jedním z důvodů tohoto mýtu bylo to, že kameny představující draky, reprezentují tři z pěti konfuciánských ctností, shovívavost, upřímnost a synovskou zbožnost. Konfucius měl navíc rád ptáky a název mah-jong znamená „vrabci“. Pokud by byl mýtus pravdivý, znamenalo by to, že mah-jong vznikl v Číně již v roce 500 př. n. l., tedy že je hra starší více než 2500 let.
Tato teorie byla později vyvrácena, a vznikla teorie nová, ve které se mah-jong vyvinul z karetní hry Yezi, která se hrála již za dynastie Ming. Yezi se skládala ze 40 karet vyrobených z papíru, obsahující čtyři barevné skupiny, přičemž každá karta byla očíslována od 1 do 9 a navíc obsahovala i květinové karty. Vznik mah-jongu se však oficiálně datuje až do druhé poloviny 19. století, kdy se o hře objevují první písemné zmínky z okolí měst jako je Šanghaj, Nanking, Chang-čou a Ning-po.